# Manuel I Szczęśliwy
Manuel I Szczęśliwy lub Wielki (inne formy imienia: Emanuel lub Manoel, ur. 31 maja 1469 w Alcochete, zm. 13 grudnia 1521 w Lizbonie) – król (Dom) portugalski od 1495 r. do dnia swojej śmierci.

## Życiorys
Urodził się w Alcochete jako syn Beatrycze, księżniczki Beja i Ferdynanda, księcia Viseu. Jako wnuk króla Edwarda I zastąpił na tronie swego kuzyna, Jana II. Jego rodzona siostra Eleonora de Viseu była żoną Jana II.
Manuel aktywnie wspierał rozwój portugalskiego imperium handlowego. Sfinansował podróże Vasco da Gamy, Pedra Alvareza Cabrala, Gaspara Corte-Real, Francisco de Almeida oraz Alfonsa de Albuquerque. Portugalscy żeglarze odkryli drogę morską do Indii, a Portugalia stała się jednym z ówczesnych imperiów, wzbogacając się na handlu zamorskim. Korzystając z bogactwa, Manuel wybudował wiele budynków królewskich (w tzw. stylu manuelińskim) i sprowadził na swój dwór uczonych i artystów. Ustanowił też szereg praw mających na celu zwiększenie władzy króla i szlachty. Wydał również zbiór praw nazywanych Ordynacjami Manuelińskimi. Będąc człowiekiem niezwykle religijnym, sponsorował misjonarzy (takich jak np. Francisco Alvarez) oraz wspierał budowę klasztorów i kościołów. Prześladował Żydów portugalskich, wydalając ich z kraju lub siłą zmuszając do przechrzczenia, szczególnie w latach 1496–1498, aczkolwiek masakra Żydów w Lizbonie miała miejsce w roku 1506. Dążył do połączenia pod swoim berłem monarchii półwyspu Iberyjskiego, ale zamiar ten nie powiódł się ze względu na śmierć jego trzech kolejnych żon oraz syna, Miguela.

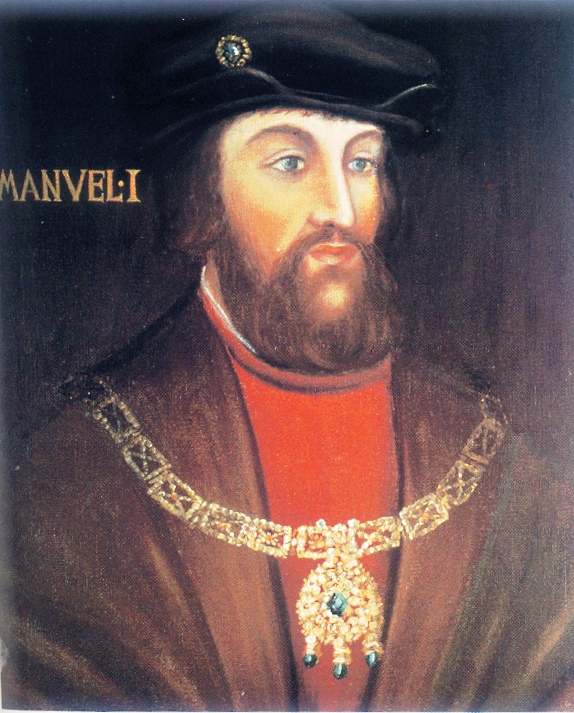
Manuel I Szczęśliwy

Grób Manuela znajduje się w Lizbonie, w klasztorze hieronimitów. Po Manuelu I na tron wstąpił jego syn Jan III.

## Małżeństwa i potomstwo
Manuel był trzykrotnie żonaty, za każdym razem z hiszpańską księżniczką. Jego żonami były:
- Izabela z Asturii – córka Ferdynanda II Aragońskiego. Z Izabelą miał jedynie syna Michała (Miguela) da Paz.
- Maria Aragońska – siostra pierwszej żony Izabeli. Maria urodziła Manuelowi dziesięcioro dzieci:
  1. Jan III Aviz (1502–1557), 15. król Portugalii,
  2. Izabela Aviz (1503–1539), poślubiła Karola V Habsburga, cesarza rzymskiego, matka Filipa II,
  3. infantka Beatrycze (1504–1538), poślubiła Karola III, księcia Sabaudii,
  4. Ludwik (1506–1555), książę Beja,
  5. Ferdynand (1507–1534), książę Guarda, poślubił Guiomar (Guyomare) Coutinho, hrabinę Marialva (? – 1534),
  6. Afonso (1509–1540), kardynał,
  7. infantka Maria (1511–1513),
  8. Henryk Aviz (1512–1580), kardynał, 17. król Portugalii,
  9. Edward (1515–1540), książę Guimarães, poślubił Izabelę Braganza (córkę Jana, księcia Braganza),
  10. Antoni (1516), możliwe że był to syn Eleonory Austriackiej, trzeciej żony Manuela, ale czasem występuje też jako syn Marii.
- Eleonora Austriacka – córka Filipa I Pięknego i Joanny Szalonej, siostrzenica dwóch pierwszych żon, z którą miał dwoje dzieci:
  1. Carlosa (1520),
  2. Marię (1521–1577), jedną z najbogatszych księżniczek w Europie.